# L'insolente
L'insolente (Beaumarchais, l'insolent) è un film del 1996 diretto da Édouard Molinaro.
Il film, tratto da una pièce di Sacha Guitry, racconta dieci anni (1774-84) della vita del drammaturgo, finanziere e spia Pierre-Augustin Caron de Beaumarchais (1732-99).

## Riconoscimenti
- National Board of Review Awards 1997
  - Nella lista dei migliori film stranieri